# Pakobra východní
Pakobra východní (Pseudonaja textilis) je druhý nejjedovatější had na světě. Patří do čeledi korálovcovitých hadů. Žije na rozlehlém území východní části Austrálie. Je běžnější a útočnější než taipan. Je aktivní především ve dne kromě velmi teplého počasí.

## Vzhled
Tělo je zaoblené a štíhlé, hlava není zřetelně oddělená od těla. Průměrně se délka dospělého jedince pohybuje od 65 do cca 170 cm, avšak výjimečně může dosáhnout až 2,5 m. Dospělí jedinci mají světle nebo tmavě hnědou, béžovou, oranžovožlutou, šedou nebo téměř černou barvu. Někdy mohou mít některé šupiny jinou barvu než zbytek těla. U mladých jedinců nejsou neobvyklé tmavší proužky, u dospělců jde o výjimku. Občas se za krkem nachází tmavě hnědý pruh.

## Výskyt
Tento druh hada se vyskytuje na velké části východní poloviny Austrálie s výjimkou Tasmánie. Byl také zaznamenán v jižní části Nové Guineje, kam byl zavlečen člověkem.

## Ekologie a chování

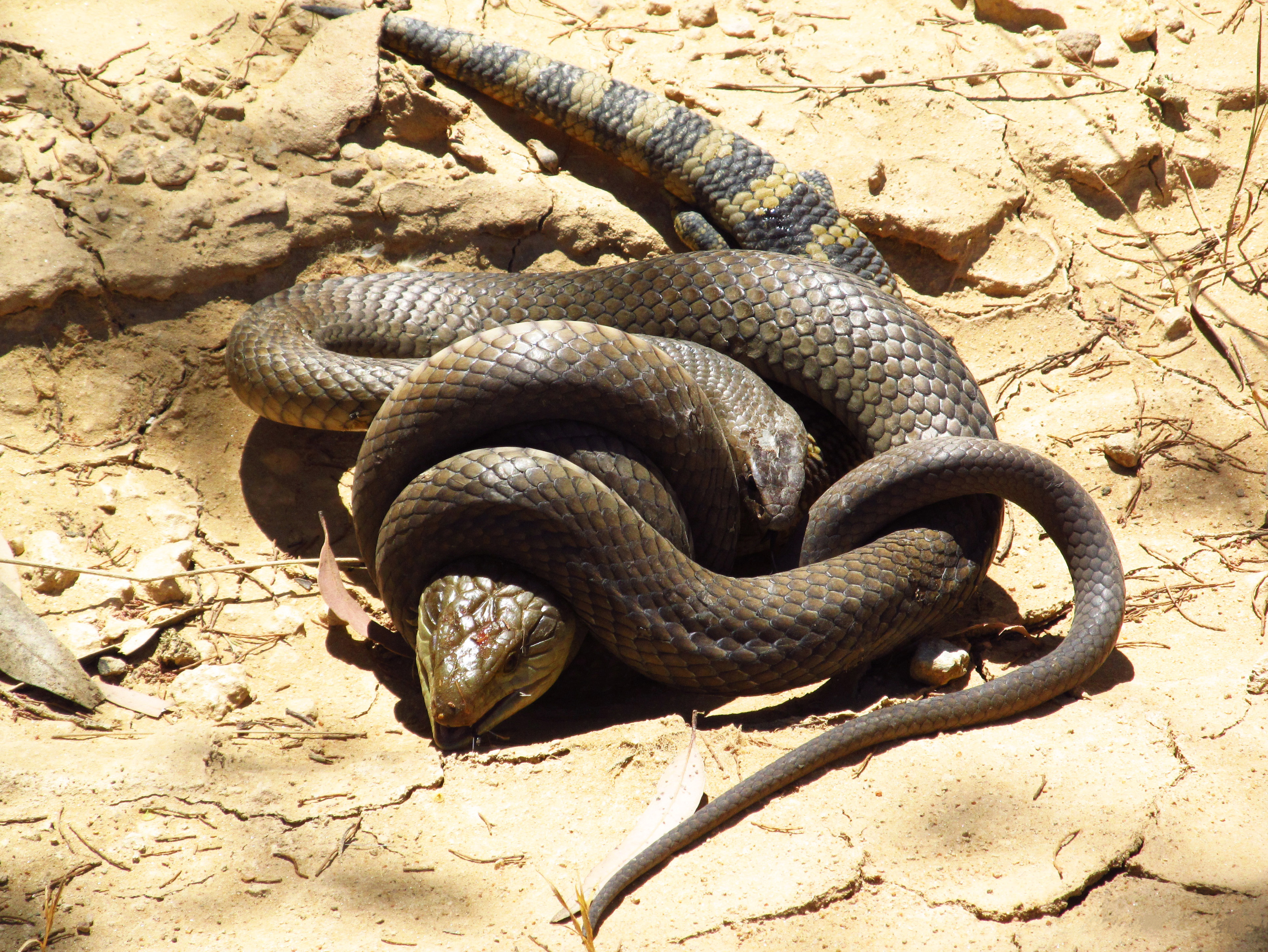
Pakobra východní usmrcující tilikvu australskou

Jedná se o plaza s denní aktivitou. Velkou část života tráví v podzemních norách či různých skrýších. Na povrchu je velice čilý, rychlý a pokud se cítí ohrožený i nebezpečný.
Živí se především hlodavci, ptáky, žábami, ještěrkami, tilikvami, scinky, nebo jinými druhy hadů (potvrzena predace smrtonoše zmijího a krajty kobercové). Byl zaznamenán i vnitrodruhový kanibalismus. Ke zdolání kořisti nepoužívá jen jed, ale i škrcení.

### Rozmnožování
Pakobra východní klade 10 až 35 vajec. Mladí jedinci jsou tmavě šedě nebo černě páskovaní a mají široký černý pás na hlavě. Po třech letech tyto pásy zmizí.

## Jed, nebezpečí
Smrtelná dávka neboli LD50 jejího jedu je 0,04-0,05 mg/kg a řadí se tak mezi nejjedovatější hady světa (obvykle se uvádí, že je druhá za taipanem menším). Jed je neurotoxický a silně koagulační čili podporující srážení krve. Způsobuje i další poruchy kardiovaskulárního systému. 
Pakobra východní je velmi nebezpečný had. Když hrozí, stočí se do tvaru písmene "S", zvedá se ze země a hlasitě syčí. Udeří rychle s otevřenou tlamou, jelikož má relativně krátké jedové zuby (3 mm). Spolu s taipanem velkým jde o jediné dva australské hady, kteří mohou zaútočit při pouhém vyrušení. Velice obtížně se s ní manipuluje. V důsledku svého značného rozšíření a relativní agresivitě způsobuje nejvíc uštknutí lidí a rovněž úmrtí ze všech australských hadů.